# Teleclub
 (août 2025).
Si vous disposez d'ouvrages ou d'articles de référence ou si vous connaissez des sites web de qualité traitant du thème abordé ici, merci de compléter l'article en donnant les références utiles à sa vérifiabilité et en les liant à la section « Notes et références ».
 (août 2025).
Motif : manque de sources secondaires centrées
- Archive Wikiwix
- Bing
- Cairn
- DuckDuckGo
- E. Universalis
- Gallica
- Google
- G. Books
- G. News
- G. Scholar
- Persée
- Qwant
- (zh) Baidu
- (ru) Yandex
- (wd) trouver des œuvres sur Wikidata

| 1. | Préciser le motif de la pose du bandeau. | Précisez le motif de la pose du bandeau en utilisant la syntaxe suivante : {{admissibilité à vérifier\|date=août 2025\|motif=remplacez ce texte par le motif}}                |
| 2. | Informer les utilisateurs concernés.     | Pensez à avertir le créateur de l'article, par exemple, en insérant le code ci-dessous sur sa page de discussion : {{subst:avertissement admissibilité à vérifier\|Teleclub}} |

Teleclub est un éditeur suisse alémanique de chaînes de télévision payantes devenue Blue sport.

## Présentation

Logo de Teleclub de 1991 à 2005

Teleclub a été créé en 1982 en Suisse et diffusa également ses programmes en Allemagne de 1984 à 1991. Il est l'un des premiers diffuseurs de télévision payante en Europe.
Jusqu'en 2001, Teleclub était diffusé par satellite (d'abord sur Astra 1, puis sur DFS-Kopernikus) et n'est maintenant disponible que sur le câble et sur Swisscom TV en Suisse. Pour les propriétaires d'installation satellite et les personnes ne pouvant recevoir Teleclub par le câble ou Swisscom TV, Teleclub propose des abonnements au bouquet allemand Premiere, avec des offres et des tarifs différents de ceux proposés en Allemagne. Cependant, les canaux propres de Teleclub (notamment Teleclub Sports) sont inaccessibles par satellite.
Pour ses canaux Teleclub Sport, Teleclub a acheté en 2006 les droits de retransmission TV pour le football avec la Super League (championnat suisse) et la Ligue des champions, ainsi que pour le championnat suisse de hockey sur glace (LNA), les deux sports les plus populaires en Suisse. Teleclub diffuse ainsi deux matchs en direct et en exclusivité lors de chaque journée de Super League. Deux matchs sont également proposés en direct lors de chaque journée de Ligue des champions, ainsi que tous les autres matchs en simulcast en direct, puis en différé. Pour le hockey sur glace, ce sont jusqu'à quatre matchs par journée et tous les matchs des play-off qui sont diffusés. Le résultat de ces opérations sur les autres chaînes suisses est une diminution des matchs de football suisse sur les chaînes publiques (SSR). Depuis juillet 2017, Teleclub exploite la chaîne sportive gratuite Teleclub Zoom avec des contenus sportifs exclusifs, des émissions en direct, des productions internes et des reportages.
Le 24 août 2012, Teleclub annonce son arrivée en Romandie et des programmes démarrant le 12 septembre 2012 en offrant une offre spécifiquement pensée pour la Suisse romande et présente via Swisscom TV.
En 2020 la chaine dépend de CT Cinetrade SA, qui obtient l'exclusivité de la diffusion des match de l'UEFA en Suisse pour 3 saisons.
En 2014 Charles Nouveau devient commentateur sportif, pour Teleclub. En 2015 Alexandre Burkhalter fait venir Elodie Crausaz comme journaliste pour le football
Depuis avril 2018, les packs francophones Teleclub Premium et Teleclub Sports sont également disponibles chez l'opérateur suisse Sunrise.
En 2018 Roman Kilchsperger quitte la SRF pour Teleclub. 
En 2017 Teleclub diffuse la série Homeland 6 en primeur, après avoir diffusé The Big Bang Theory,  Lethal Weapon et The Exorcist.

## Organisation

### Capital
Le principal actionnaire de Teleclub est la firme Cinetrade AG, ainsi que le groupe suisse de média Ringier. En 2005 Swisscom a acquis une partie de Cinetrade AG, afin de mettre en œuvre sa propre offre de télévision par ADSL, nommée Swisscom TV, avec en plus des programmes standards, les canaux de Teleclub et un service de vidéo à la demande. Des tests se déroulent depuis décembre 2005. Les canaux de Teleclub seront alors également disponible en français (actuellement uniquement en allemand). En 2013, Swisscom détenait 75 % de Cinetrade AG.
En novembre 2017, Swisscom acquiert les 25 % restants du capital de Cinetrade AG.

### Chaînes de télévision (Teleclub Romandie)

#### Bouquet Teleclub Sports
- 22 canaux consacrés au sport (dont 3 canaux en UHD)
- RMC Sport 1 (en SD et HD)
- RMC Sport 2 (en SD et HD)
- RMC Sport 3 (en SD et HD)
- RMC Sport 4 (en SD et HD)
- Golf Channel France (en SD et HD)
- Motorvision TV
- Nautical Channel (en SD et HD)
- Chasse & Pêche (en SD et HD)
- Equidia Live (en SD et HD)

#### Bouquet Teleclub Premium
- 13ème rue (en SD et HD)
- Syfy (en SD et HD)
- National Geographic Channel (France) (en SD et HD)
- Nat Geo Wild (France) (en SD et HD)
- Disney Channel (France) (en SD et HD)
- Disney Junior (France) (en SD et HD)
- Boing (en SD et HD)
- Mangas (en SD et HD)
- Discovery Channel (France) (en SD et HD)
- Discovery Science (France) (en SD et HD)
- Ushuaïa TV (en SD et HD)
- Voyage (en SD et HD)
- TV Breizh (en SD et HD)
- Paramount Channel (France) (en HD)
- Nickelodeon Junior (en SD et HD)
- OCS Max (en HD)
- OCS City (en HD)
- OCS Choc (en HD)
- OCS Géants (en HD)
- OCS Go
- My Cuisine (en HD)
- Toonami (France) (en HD)
- Warner TV (en HD)

Toutes les chaînes ci-dessus sont disponibles en français, certaines chaînes sont aussi disponibles en allemand dans toute la Suisse et parfois même en anglais (bi-canal version originale).

#### Bouquet LES+
Les chaînes de Ciné+ ainsi que certaines chaînes MultiThématiques du Groupe Canal+ à savoir :
- Comédie+ (en SD et HD)
- Infosport+ (en SD et HD)
- Piwi+ (en SD et HD)
- Planète+ (en SD et HD)
- Planète+ A&E (en SD et HD)
- Planète+ CI (en SD et HD)
- Seasons (en SD et HD)
- Télétoon+ (en SD et HD)